# Monacrosporium fusiforme
Monacrosporium fusiforme är en svampart som beskrevs av R.C. Cooke & C.H. Dickinson 1963. Monacrosporium fusiforme ingår i släktet Monacrosporium och familjen vaxskålar.   Inga underarter finns listade i Catalogue of Life.